# Rathausplatz 17 (Tallinn)

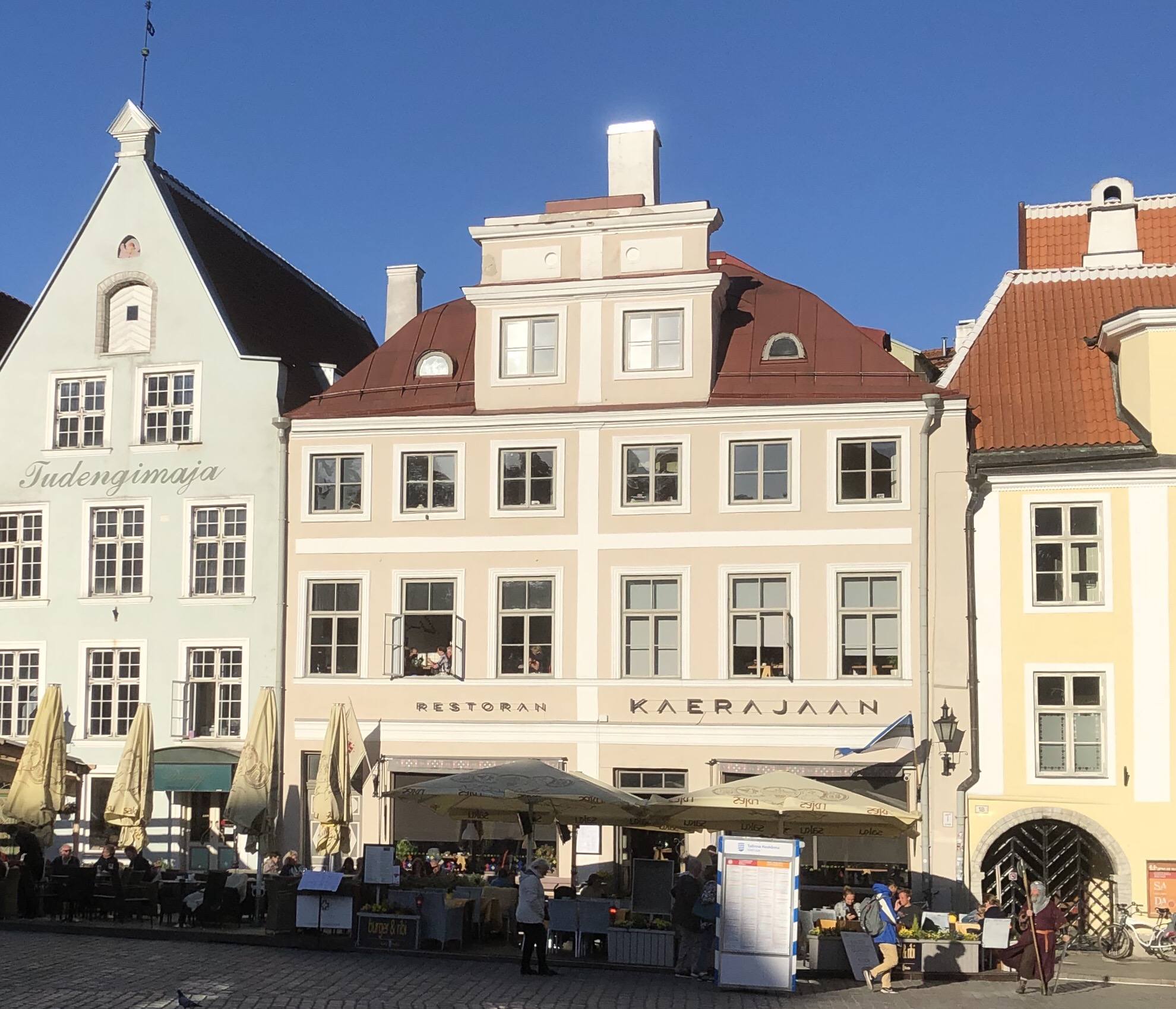
Haus Rathausplatz 17

Das Haus Rathausplatz 17 (estnisch Elamu Raekoja plats 17) ist ein denkmalgeschütztes Gebäude in der estnischen Hauptstadt Tallinn (deutsch Reval).

## Lage
Es befindet sich in der historischen Revaler Altstadt auf der Ostseite des Rathausplatzes (estnisch Raekoja plats). Nördlich grenzt das gleichfalls denkmalgeschützte Haus Rathausplatz 16, südlich das Höppner-Haus an, etwas südwestlich steht das Tallinner Rathaus.

## Architektur und Geschichte
Das dreigeschossige Gebäude entstand im 18. Jahrhundert im Stil des Frühklassizismus. Es ging dabei aus zwei Gebäuden hervor, für die eine erste urkundliche Erwähnung aus dem Jahr 1431 überliefert ist. Ein Umbau dieser Gebäude im Stil der Renaissance war im 16. Jahrhundert erfolgt.
Das Innere des heutigen Gebäudes wurde in den 1980er Jahren durch den Architekten I. Fjuk umgebaut.
Als Denkmal wurde das Gebäude am 15. April 1997 registriert und ist unter der Nummer 3069 im estnischen Denkmalverzeichnis eingetragen.
Ein Teil des Gebäudes wird gastronomisch genutzt.